# Bayard (Nebraska)
Bayard és una població dels Estats Units a l'estat de Nebraska. Segons el cens del 2000 tenia 1.247 habitants.

## Demografia
Segons el cens del 2000, Bayard tenia 1.247 habitants, 497 habitatges, i 329 famílies. La densitat de població era de 687,8 habitants per km².
Dels 497 habitatges en un 31,8% hi vivien nens de menys de 18 anys, en un 52,9% hi vivien parelles casades, en un 8,7% dones solteres, i en un 33,8% no eren unitats familiars. En el 31,2% dels habitatges hi vivien persones soles el 18,9% de les quals corresponia a persones de 65 anys o més que vivien soles. El nombre mitjà de persones vivint en cada habitatge era de 2,41 i el nombre mitjà de persones que vivien en cada família era de 2,99.
Per edats la població es repartia de la següent manera: un 26,2% tenia menys de 18 anys, un 8% entre 18 i 24, un 22,4% entre 25 i 44, un 23% de 45 a 60 i un 20,4% 65 anys o més.
L'edat mediana era de 40 anys. Per cada 100 dones de 18 o més anys hi havia 85,1 homes.
La renda mediana per habitatge era de 30.500 $ i la renda mediana per família de 39.559 $. Els homes tenien una renda mediana de 32.368 $ mentre que les dones 19.167 $. La renda per capita de la població era de 14.677 $. Aproximadament el 10,9% de les famílies i el 15,1% de la població estaven per davall del llindar de pobresa.

## Poblacions més properes
El següent diagrama mostra les poblacions més properes.